# Athyrtis mechanitis
Athyrtis mechanitis är en fjärilsart som beskrevs av Felder 1862. Athyrtis mechanitis ingår i släktet Athyrtis och familjen praktfjärilar. Inga underarter finns listade i Catalogue of Life.

## Bildgalleri

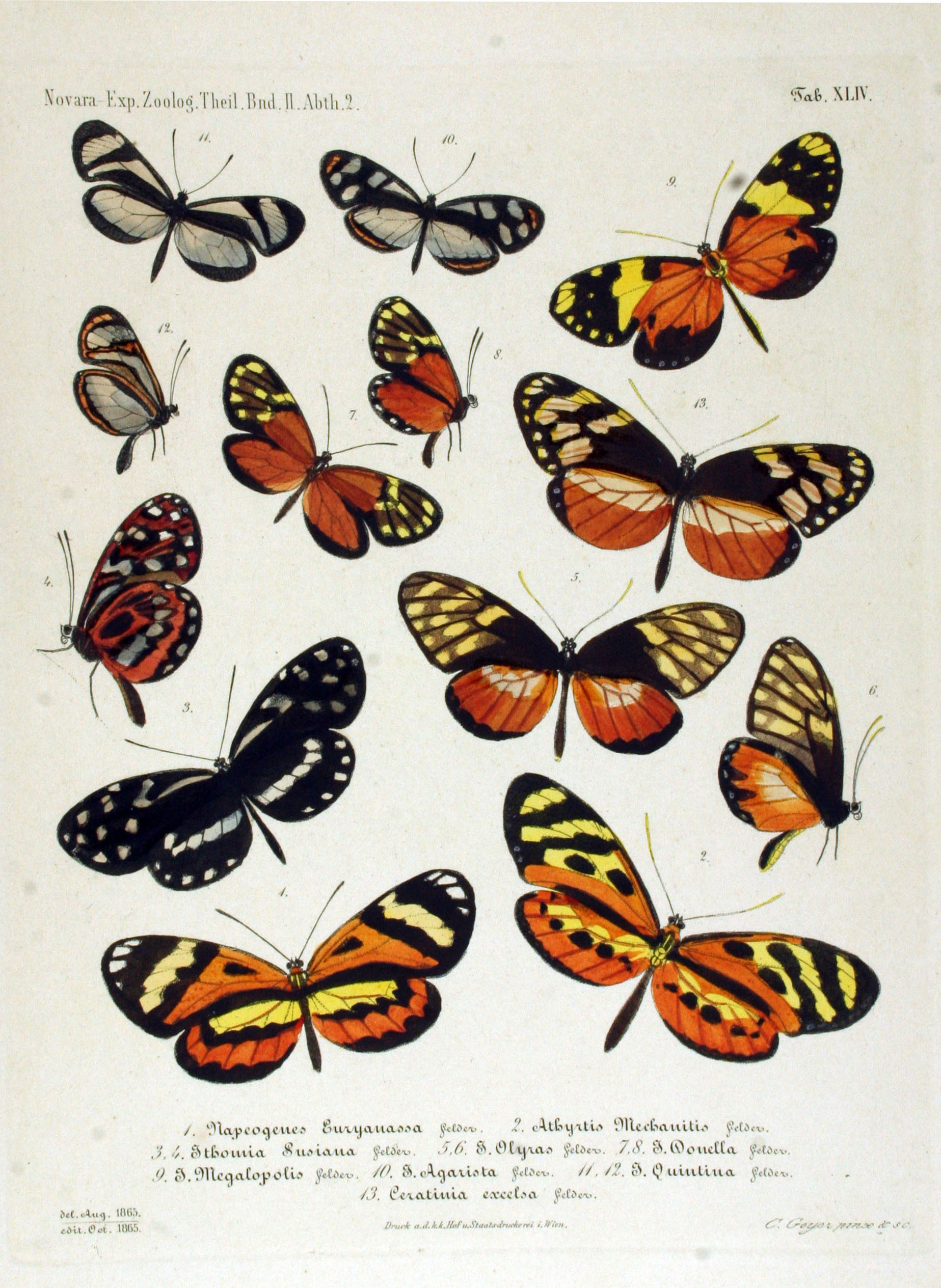